# 리진혁 (축구 선수)
리진혁(1989년 8월 28일~)은 조선민주주의인민공화국의 축구 선수로, 조선민주주의인민공화국 축구 국가대표팀과 리명수체육단에서 미드필더로 뛰고 있다.